# Autoroute A 46
Die Autoroute A 46 ist eine französische Autobahn, die zur Entlastung des Stadtgebietes von Lyon und der Verbindung der dort endenden Autobahnen A 6, A 7, A 42 und A 43 geschaffen wurde.

## Verlauf
Die A 46 verläuft östlich der Stadt Lyon. Sie besteht aus drei Teilen und ist durchgehend mautfrei:
- Der nördliche Teil, auch als „A 46N“ bezeichnet, beginnt kurz hinter dem Ende des mautpflichtigen Bereichs der A 6 an der Péage de Villefranche-Limas, und endet nach etwa 27 Kilometern am Autobahnkreuz mit der A 42 in einer Überführung in die N 346. Dieser Teil der A 46 wird, ebenso wie die A 6, durch die Autobahngesellschaft APRR finanziert und betreut.
- Der mittlere Teil beginnt beim Autobahnkreuz mit der A 42 und endet nach etwa 14 Kilometern am Autobahnkreuz mit der A 43. Dieser mittlere Teil ist offiziell keine Autobahn, sondern eine französische Nationalstraße (als N 346), und wird aus öffentlichen Mitteln finanziert. Um eine Verwirrung des laufenden Verkehrs zu vermeiden, ist dieses Teilstück jedoch wie eine Autobahn beschildert (weiße Schrift auf blauem Grund), nicht in den in Frankreich üblichen Farben für Nationalstraßen (schwarze Schrift auf weißem Grund).
- Der südliche Teil, auch als „A 47S“ bezeichnet, beginnt beim Autobahnkreuz mit der A 43 und endet nach etwa 21 Kilometern kurz vor dem Beginn des mautpflichtigen Bereichs der A 7 an der Péage de Vienne-Reventin. Dieser Teil der A 46 wird, ebenso wie die A 7, durch die Autobahngesellschaft ASF finanziert und betreut.

Die Gesamtlänge der A 46 beträgt somit 62 Kilometer und wird zu etwa gleichen Teilen von den Autobahn-Betreibergesellschaften APRR und ASF sowie dem französischen Staat finanziert. Die Länge der Strecke mit tatsächlichem Autobahncharakter beträgt dabei insgesamt 47 km.

## Geschichte
Die in den 1960er und 1970er Jahren gebauten Autobahnen A 6 und A 7 verbinden Frankreichs Norden, Deutschland und die Beneluxstaaten mit Frankreichs Süden und Spanien, und verlaufen in einer sehr unübersichtlichen Verkehrsführung mitten durch das Stadtzentrum von Lyon. Der hier insbesondere zur Urlaubszeit herrschende Nord-Süd-Verkehr wird zusätzlich verstärkt durch den Berufsverkehr zwischen Écully und der Villeurbanne im Norden und St. Etienne im Süden und führte zu hoher Umweltbelastung und langen Staus, insbesondere vor dem Nadelöhr des zweispurigen Tunnel de Fourvière. Zur Entlastung des Stadtgebiets vom Durchgangsverkehr bei gleichzeitiger Verbindung der Autobahnen A 42 und A 43 sowie der Anbindung der Flughäfen Lyon-Bron und Lyon-Saint-Exupéry, der Villeurbanne und des Messegeländes Eurexpo wurde die A 46 als Gemeinschaftsprojekt zwischen der Autobahn-Betreibergesellschaften APRR und ASF und der öffentlichen Hand gebaut.
- ?. ? 1988: Eröffnung Neyron - Rillieux-la-Pape (A 42 - RD1084)
- ?. ? 1990: Eröffnung Rillieux-la-Pape - Vancia (RD1084 - F.P.)
- ?. ? 1990: Eröffnung Vancia - Les Echets (F. P. - Abfahrt 3), (1. Fahrbahn)
- ?. ? 199?: Eröffnung Vancia - Les Echets (F. P. - Abfahrt 3), (2. Fahrbahn)
- 1. November 1991: Eröffnung Les Echets - Anse (Abfahrt 3 - A 6)
- ?. ? 1991 (?): Eröffnung Manissieux - Brosses (A 43 - Abfahrt 12)
- ?. ? 1992: Eröffnung Mions - Ternay (Abfahrt 14 - A 47)
- ?. ? 1992: Eröffnung für den Durchgangsverkehr zwischen A 6 und A 7
- 10. April 1993: Eröffnung Brosses - Mions (Abfahrts 12 – 14)
- ?. ? 1994: Eröffnung der Abfahrt de Corbas (Abfahrt 14)
- ?. ? 2007: Erweiterung auf 2 × 3 Fahrspuren zwischen Grenay und Mionnay

## Großstädte an der Autobahn
- Villeurbanne
- Lyon